# Oleksij Krassowskyj
Oleksij Krassowskyj (ukrainisch Олексій Красовський; englisch Oleksii Krasovskyi; * 30. März 1994 in Rokytne, Ukraine) ist ein ehemaliger ukrainischer Skilangläufer.

## Werdegang
Krassowskyj nahm von 2011 bis 2022 an Wettbewerben der Fédération Internationale de Ski teil. Bei den nordischen Skiweltmeisterschaften 2013 im Val di Fiemme belegte er den 79. Platz im Sprint und den 17. Rang in der Staffel. Seine besten Platzierungen bei den Olympischen Winterspielen 2014 in Sotschi waren der 69. Platz über 15 km klassisch und der 20. Rang im Teamsprint. Seine ersten Weltcuprennen lief er zu Beginn der Saison 2014/15 in Ruka, welche er auf dem 80. Platz im Sprint und dem 75. Rang über 15 km klassisch beendete. Bei den nordischen Skiweltmeisterschaften 2015 in Falun belegte er den 62. Platz im Sprint, den 49. Rang im Skiathlon und den 17. Platz mit der Staffel. Zu Beginn der Saison 2016/17 erreichte er in Syanki mit dem zweiten Platz über 10 km klassisch seine erste Podestplatzierung im Eastern-Europe-Cup. Seine besten Platzierungen bei den nordischen Skiweltmeisterschaften 2017 in Lahti waren der 50. Platz im Skiathlon und der 16. Rang zusammen mit Ruslan Perechoda im Teamsprint. Im folgenden Jahr waren bei den Olympischen Winterspielen in Pyeongchang der 50. Platz im 50-km-Massenstartrennen und der 20. Rang zusammen mit Andrij Orlyk im Teamsprint seine besten Platzierungen. Zudem erreichte er in Oberstdorf mit dem 57. Platz in der Verfolgung seine beste Platzierung im Weltcupeinzel. Seine besten Ergebnisse bei den nordischen Skiweltmeisterschaften 2019 in Seefeld in Tirol waren der 55. Platz über 15 km klassisch und der 14. Rang mit der Staffel. Bei den Rollerski-Weltmeisterschaften 2021 im Val di Fiemme gewann er zusammen mit Ruslan Perechoda die Bronzemedaille im Teamsprint. Seine besten Resultate bei den Olympischen Winterspielen 2022 in Peking, wo er an vier Rennen teilnahm, waren der 58. Platz im Skiathlon sowie der 17. Rang im Teamsprint.

## Teilnahmen an Weltmeisterschaften und Olympischen Winterspielen

### Olympische Spiele
- 2014 Sotschi: 20. Platz Teamsprint klassisch, 69. Platz 15 km klassisch, 81. Platz Sprint Freistil
- 2018 Pyeongchang: 16. Platz Teamsprint Freistil, 46. Platz 50 km klassisch Massenstart, 58. Platz 30 km Skiathlon, 67. Platz Sprint klassisch, 80. Platz 15 km Freistil
- 2022 Peking: 17. Platz Teamsprint klassisch, 58. Platz 30 km Skiathlon, 64. Platz Sprint Freistil, 77. Platz 15 km klassisch

### Nordische Skiweltmeisterschaften
- 2013 Val di Fiemme: 17. Platz Staffel, 79. Platz Sprint klassisch
- 2015 Falun: 17. Platz Staffel, 49. Platz 30 km Skiathlon, 62. Platz Sprint klassisch
- 2017 Lahti: 15. Platz Staffel, 16. Platz Teamsprint klassisch, 48. Platz 30 km Skiathlon, 56. Platz 15 km klassisch, 66. Platz Sprint Freistil
- 2019 Seefeld in Tirol: 14. Platz Staffel, 19. Platz Teamsprint klassisch, 55. Platz 15 km klassisch, 68. Platz Sprint Freistil

### Rollerski-Weltmeisterschaften
- 2015 Val di Fiemme: 5. Platz Teamsprint Freistil, 13. Platz 25 km Freistil Massenstart, 15. Platz 10 km klassisch
- 2019 Madona: 7. Platz 20 km klassisch, 9. Platz Teamsprint Freistil, 25. Platz 20 km Freistil Massenstart
- 2021 Val di Fiemme: 3. Platz Teamsprint Freistil, 6. Platz 15 km klassisch Massenstart